# 锈毛长柄地锦
锈毛长柄地锦（学名：Parthenocissus feddei var. pubescens）为葡萄科地锦属下的一个变种。

## 扩展阅读
- 維基物種上的相關：锈毛长柄地锦